# Sabroskyella rancheria
Sabroskyella rancheria är en tvåvingeart som beskrevs av Wilder 1982. Sabroskyella rancheria ingår i släktet Sabroskyella och familjen Brachystomatidae.
Artens utbredningsområde är Kalifornien. Inga underarter finns listade i Catalogue of Life.